# Saint-Pierre-de-Curtille
Saint-Pierre-de-Curtille là một xã thuộc tỉnh Savoie trong vùng Auvergne-Rhône-Alpes ở đông nam nước Pháp.